# DQ
DQ (Drama Queen, настоящее имя Питер Андерсен (дат. Peter Andersen); род. 16 февраля 1973, Нествед, Дания) — датский певец и дрэг-квин.
Музыкальная карьера Питера началась в 1997 году, когда он начал выступать в составе группы «Tina Turner Jam». Ранее он работал парикмахером. В 2001 году впервые выступил в составе драг-шоу. После этого его группа сменила название на «Turn On Tina», и получила при этом некоторую известность у публики, особенно американской.
DQ также известен своим участием на Евровидении 2007 года. В феврале он стал победителем местного национального отбора «Dansk Melodi Grand Prix». Это дало ему возможность представлять свою страну с песней «Drama Queen».
Участие в конкурсе было неоднозначно воспринято общественностью. В итоге композиция заняла девятнадцатое место (из 28-ми возможных) в полуфинале, с результатом 45 баллов, что не позволило Дании пройти в финал. Это был второй случай непрохождения этой страны в финал Евровидения; примечательно, что оба раза страну представляли представители секс-меньшинств. Несмотря на провал на конкурсе, сама композиция заняла пиковую 11-ю позицию в местном чарте, продержавшись в нём в течение пяти недель.

## Дискография
- Rock’n’Dance (2000)
- Drama Queen (2007)